# Joseph Karl Pankraz Morel
Joseph Karl Pankraz Morel (* 8. Februar 1825 in St. Gallen; † 13. Dezember 1900 in Lausanne) war ein Schweizer Jurist und Politiker.

## Leben
Als Sohn eines Tuchhändlers geboren, studierte Morel nach dem Besuch des katholischen Gymnasiums in St. Gallen Katholische Theologie und später Rechtswissenschaften in Tübingen, Heidelberg, Lausanne und Paris. Während seines Studiums wurde er 1843 Mitglied der Burschenschaft Germania Tübingen. Nach seinem Studium war er von 1850 bis 1874 Fürsprecher in St. Gallen. Von 1861 bis 1865 war er Präsident des dortigen Untergerichts und von 1859 bis 1874 im Gemeinderat tätig. Von 1861 bis 1874 war er im Grossrat von St. Gallen, 1866 und 1871 als dessen Präsident. In den Jahren 1866 bis 1869 und 1873 war er auch Präsident des Kassationsgerichts in St. Gallen. Von 1869 bis 1874 war er Ständerat. Ab 1870 war Morel als Bundesrichter am Schweizer Bundesgericht in Lausanne tätig, von 1874 bis 1900 Mitglied des dortigen Ständigen Bundesgerichts, 1879 als dessen Präsident. Ab 1891 war er als Honorarprofessor für Staatsrecht an der Universität Lausanne tätig.
Joseph Karl Pankraz Morel war der Vater des Bankiers August Morel (1866–1934) und der Grossvater des Organisten Fritz Morel. 

## Ehrungen
- 1879: Ehrendoktor (Dr. jur. h. c.) der Universität Bern